# مرداب‌پایان
مرداب‌پایان (نام علمی: ') نام یک تیره از راسته سراسرخاینده ریختان است.